# R/2004 S 1
Anneau d'Atlas
En astronomie, R/2004 S 1, aussi nommé l'anneau d'Atlas, est la désignation provisoire d'un anneau planétaire situé autour de Saturne.

## Caractéristiques
R/2004 S 1 orbite à 137 630 km du centre de Saturne, entre l'anneau A et l'anneau R/2004 S 2, sur l'orbite de la lune Atlas. Il est large de 300 km.
Il s'agit d'un anneau très fin et très peu visible, découvert sur les images transmises par la sonde Cassini. Découvert en 2004, R/2004 S 1 est encore une désignation provisoire.